# Верзилин, Николай Михайлович
Верзи́лин Никола́й Миха́йлович (8 (21) января 1903, д. Сафроновка Хомутовского района Курской области — 2 июня 1984, Ленинград) ― писатель-натуралист, педагог, член-корреспондент Академии педагогических наук РСФСР.

## Биография
С 1919 года работал учителем в Малой Вишере. В 1928 году окончил Ленинградский сельскохозяйственный институт. С 1932 года научный работник, профессор ЛГПИ им. Герцена. Член-корреспондент Академии педагогических наук РСФСР (1955), доктор педагогических наук, профессор (1957), член Союза писателей СССР с 1952 года.
Из-за плохого зрения не был призван на фронт в годы Великой Отечественной войны. Был мобилизован и отправлен в Киров, а затем в Молотовск для организации и функционирования детских домов.
Жена — учительница литературы. Двое сыновей, один из них — Никита Верзилин, доктор геолого-минералогических наук, заслуженный деятель науки Российской Федерации.

## Научно-педагогическая деятельность
В ленинградском филиале Академии педагогических наук РСФСР заведовал лабораторией методики преподавания ботаники и зоологии. Автор различных учебных программ, методичек «Агробиологический участок средней школы», «Опыт с растениями в живом уголке», «Внеклассная работа по ботанике», «Методика работы с учащимися на школьном участке», «Как сделать гербарий»), а для школьников 5-6-х классов пишет оригинальный учебник ботаники. Учебник по биологии для 9—10 классов неоднократно издавался.

## Творчество
Как автор книг для детей впервые выступил в 1943 году с книжкой «Лечебница в лесу», рассказав в ней о полезных для человека растениях. Большой популярностью пользовалась его неоднократно переиздававшаяся книга «По следам Робинзона» (1946).
В своих книгах (нередко проиллюстрированных авторскими фотоснимками) рассказывал о значении растений в жизни человека, сообщал интересные факты из истории, географии, археологии, наглядно раскрывающие основную тему книг, давал советы по уходу за растениями.
В своём творчестве Верзилин явился продолжателем традиций русской натуралистической беллетристики. Он не использовал посторонних сюжетов, а опирался на возможности, предоставляемые самими материалом. Об этом говорят и названия его книг — «По следам Робинзона», «Путешествия с домашними растениями», «Растения в жизни человека».
Сочинял стихи.

## Адреса в Ленинграде
- ул. Чайковского, д. 40 (жил с семьей в одной комнате в коммунальной квартире)